# Sheboygan Falls (hrabstwo Sheboygan)
Sheboygan Falls – miasto w Stanach Zjednoczonych, w stanie Wisconsin, w hrabstwie Sheboygan.